# Blue Mounds (Wisconsin)
Blue Mounds és una població dels Estats Units a l'estat de Wisconsin. Segons el cens del 2000 tenia 708 habitants.

## Demografia
Segons el cens del 2000, Blue Mounds tenia 708 habitants, 289 habitatges, i 201 famílies. La densitat de població era de 364,5 habitants per km².
Dels 289 habitatges en un 43,6% hi vivien nens de menys de 18 anys, en un 54,7% hi vivien parelles casades, en un 8% dones solteres, i en un 30,4% no eren unitats familiars. En el 24,9% dels habitatges hi vivien persones soles el 7,3% de les quals corresponia a persones de 65 anys o més que vivien soles. El nombre mitjà de persones vivint en cada habitatge era de 2,45 i el nombre mitjà de persones que vivien en cada família era de 2,9.
Per edats la població es repartia de la següent manera: un 28,7% tenia menys de 18 anys, un 3,5% entre 18 i 24, un 39,3% entre 25 i 44, un 20,2% de 45 a 60 i un 8,3% 65 anys o més.
L'edat mediana era de 35 anys. Per cada 100 dones de 18 o més anys hi havia 101,2 homes.
La renda mediana per habitatge era de 45.568$ i la renda mediana per família de 52.895$. Els homes tenien una renda mediana de 37.574$ mentre que les dones 25.188$. La renda per capita de la població era de 25.895$. Aproximadament l'1,4% de les famílies i el 4% de la població estaven per davall del llindar de pobresa.

## Poblacions properes
El següent diagrama mostra les poblacions més properes.